# Wingia aurata
Wingia aurata är en fjärilsart som beskrevs av Walker 1864. Wingia aurata ingår i släktet Wingia och familjen praktmalar, Oecophoridae. Inga underarter finns listade i Catalogue of Life.

## Bildgalleri

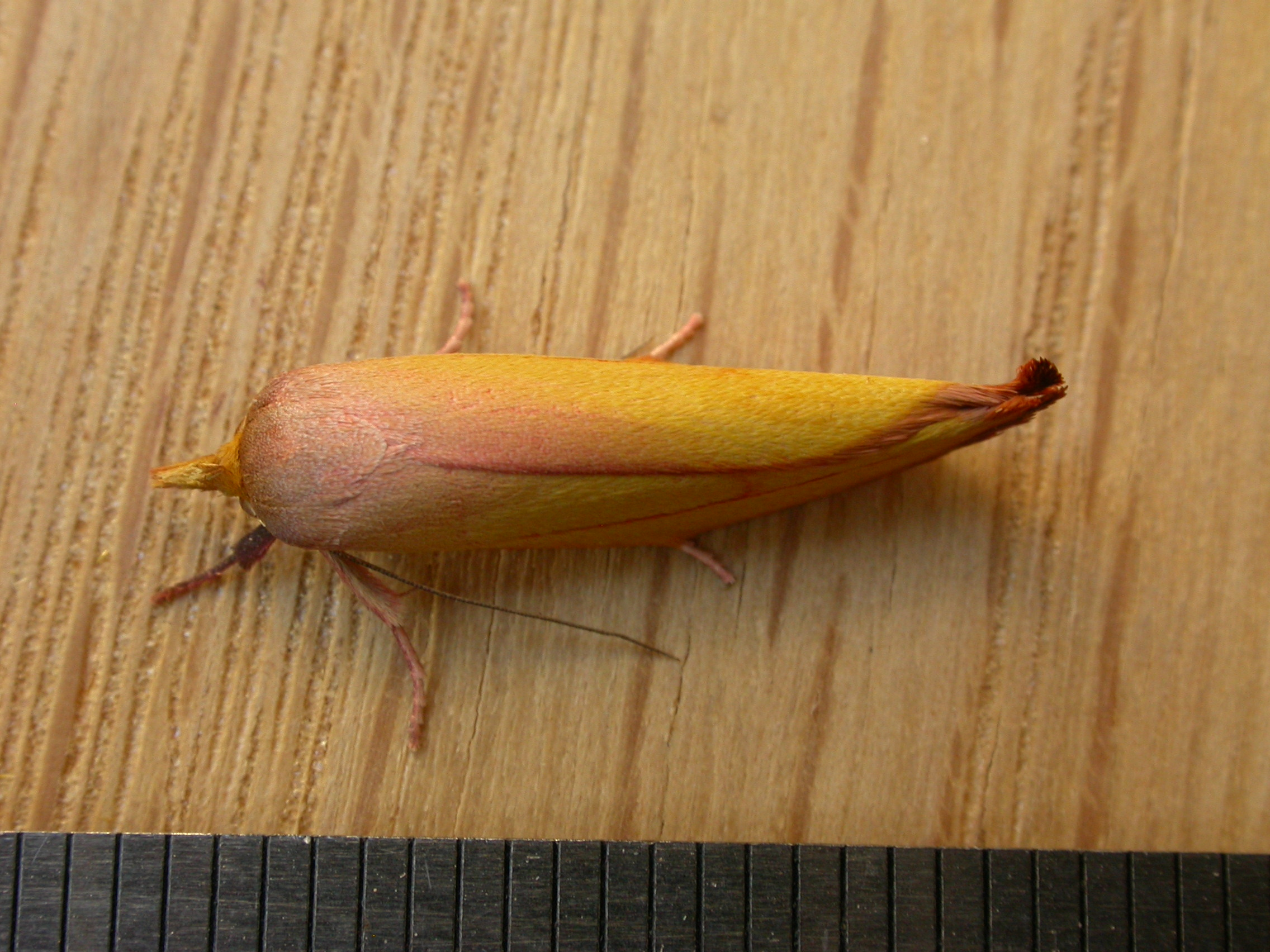
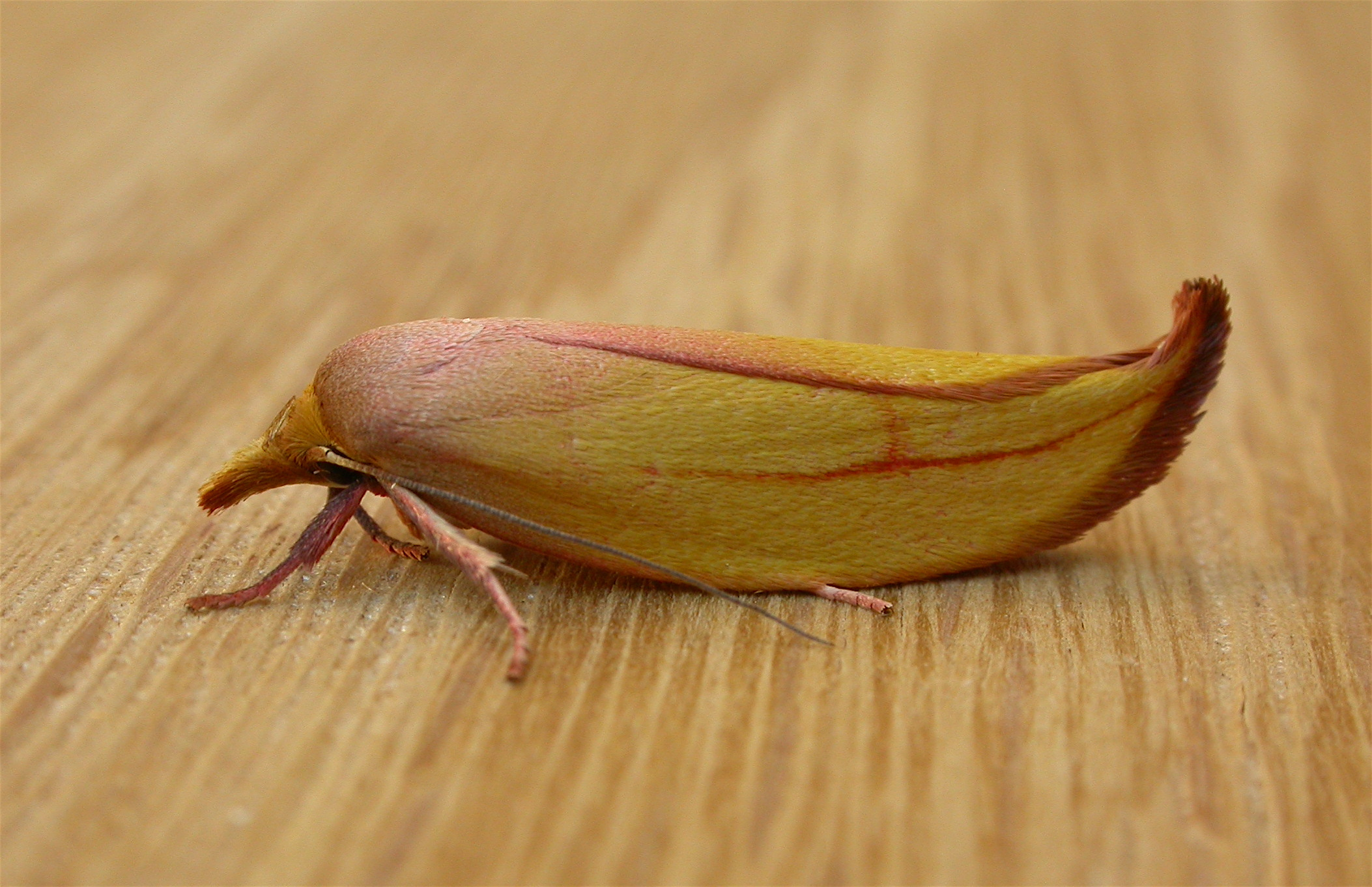